# Авангард (літературна група)
Конструктивістська група «Аванґард» — літературна група близьких до футуризму лівих письменників на чолі з Валер'яном Поліщуком. Заснована у Харкові восени 1925 року після розпаду «Гарту».
Окрім Валер'яна Поліщука до групи увійшли колишні члени «Грона», співробітники журналу «Вир революції» і деякі панфутуристи: поети Гео Коляда, Олександр Левада, Раїса Троянкер, Петро Голота, Леонід Чернов (Малошийченко), Сергій Тасін, прозаїк Ярина Віктор Степанович, художники Василь Єрмилов, Георгій Цапок та інші.

## Засади
Декларації «Авангарду» проголошували «тісний зв'язок мистецтва з добою індустріалізації», обстоювали «конструктивний динамізм», або «динамічний спіралізм», як «стиль епохи», спрямований на боротьбу проти відсталості, міщанства, просвітянства, хатянства, за дійсний європеїзм у художній техніці, оспівувала модерну цивілізацію і світ технічної революції.
Однак художня практика «авангардівців» часто спростовувала такі домагання, вона майже ніколи не дотримувалася вимог естетики конструктивізму. Радянське літературознавство вважало, що група «Авангард» «поширювала дрібнобуржуазні погляди на художню творчість. Орієнтуючись на „ліві“ течії західного модернізму, зокрема конструктивізму, група виявляла зневагу до реалізму і прогресивних традицій нац. культури».
У 1930 році «Авангард» самоліквідувався.

## Видання
«Авангард» здійснив три видання:
- «Бюлетень „Авангарду“» (1928),
- «Мистецькі матеріали „Авангарду“» (1929; два випуски)[2].
- «Аванґард»